# 保科正倫
保科 正倫（ほしな まさしげ、享保5年（1720年） - 延享3年12月5日（1747年1月15日））は江戸時代後期の旗本寄合席。飯野藩主家分家の旗本保科氏第5代目当主。諱は正常、のちに正倫。通称は主水。実父は保科正純。実母は保科正静養女（沼間清氏の娘）。養父は兄の保科正勝。弟は岡部経盛。正室は小笠原茂武の娘。実子は内記と娘の1男1女。養子は保科正盈（戸田氏常の4男）。石高は上野国群馬郡・吾妻郡のうち2500石

## 生涯
寛政重修諸家譜では、兄の正勝の生母は「某氏」とされる一方で、正倫の生母は父の正室の保科正静養女とされている。
元文3年（1738年）に兄が死去したので、旗本保科家の家督を継いで旗本寄合席となり、将軍徳川吉宗に初御目見えを済ませる。
延享2年1月（1745年）に火事場見廻役に就任する。延享3年（1746年）刊行の須原屋茂兵衛蔵板武鑑において出火之節見廻御役に「二千五百石　とらの御門内　保科主水」との記載がある。
延享3年12月（1747年）に死去する。享年27。法名は義操。墓所は代々の菩提寺である麻布の天眞寺。実子の内記は早世しており、末期養子として大垣藩主家戸田氏分家にあたり、本家の飯野藩主保科家と縁戚関係がある旗本の戸田氏常の4男である正盈を迎えて相続させる。